# Sent Çaprian, las Cabanas e Sent Laurenç
Sent Çaprian, las Cabanas e Sent Laurenç (en francès Lendou-en-Quercy) és un municipi francès situat al departament de l'Òlt i a la regió d'Occitània. Va ser creat el 2018 agrupant els antics municipis de Sent Çaprian, las Cabanas i Sent Laurenç de l'Òrmia.
El municipi té Sent Çaprian com a capital administrativa, i també compta amb els agregats de Bonet, Marcilhac, la Massa, los Rosièrs, la Roqueta, la Nausa, Aucòrd, Creston (antic municipi de Sent Çaprian); las Cabanas, Escairac, Semial (antic municipi de las Cabanas); Sent Laurenç de l'Òrmia, Maurelàs i l'Òrmia (antic municipi de Sent Laurenç de l'Òrmia).

## Demografia
| 641                   |
| Des de 2020: Població |

## Administració
| Període | Identitat       | Partit |
| ------- | --------------- | ------ |
| 2018-   | Bernard Vignals |        |